# 尚樹啓太郎
尚樹 啓太郎（しょうじゅ けいたろう、1927年〈昭和2年〉3月30日 - 2010年〈平成22年〉7月13日）は、日本の歴史学者。専門は、東ローマ帝国史（ビザンツ帝国史）。東海大学名誉教授。

## 経歴
出生から修学期
1927年生まれ。東京大学文学部西洋史学科で学び、卒業。同大学大学院に進み、1957年に博士課程を満期退学。
西洋史研究者として
1958年、東海大学文学部講師に就いた。1961年に同助教授となり、1968年に教授昇格。後に文学部長も務めた。1982年、東海大学副学長となった。1996年に東海大学を定年退任し名誉教授。

## 研究内容・業績
専門は西洋史で、東ローマ帝国史。渡辺金一（一橋大学名誉教授）とともに日本における東ローマ帝国研究を第一世代として開拓した。それぞれ東海大学と一橋大学に東ローマ帝国史に関する学術雑誌、関連書籍の膨大なコレクションを遺した。
『ビザンツ帝国史』(1999年)
『ビザンツ帝国史』(1999年)は一人の著者の手になる東ローマ帝国の通史としては日本初のものであり、「ビザンツに関する基本的な概説書」としてゲオルク・オストロゴルスキーの『ビザンツ帝国史』（恒文社、2001年）と並んで高く評価された。
大学史編纂
『東海大学五十年史』（通史編・部局編、1993年）の編纂に編集委員会委員長として携わった。

## 著作
- 『教会堂の成立：キリスト教世界の歴史的記念碑序説』東海大学出版会(東海大学文明研究所シリーズ) 1968[7]
- 『カテドラルのある風景』東海大学出版会 1982
- 『コンスタンティノープルを歩く』東海大学出版会 1988
- 『ビザンツ東方の旅：トルコ・アルメニア・シリア・イスラエル・エジプト・キプロス』東海大学出版会 1993[8]
- 『ビザンツ帝国史』東海大学出版会 1999[3]
- 『ビザンツ帝国の政治制度』東海大学出版会 2005

### 共編著
- 『西洋史の諸問題』兼岩正夫共著、東海大学出版会 1965
- 『歴史における文明の諸相』 東海大学出版会 1971
- 『西洋史30講』 東海大学出版会 1985

### 訳書
- 『文学にあらわれたゲルマン大侵入』ピエール・クルセル（英語版）著、東海大学出版会 1974
- 『フランス：その人々の歴史』(全4巻) ピエール・ミルザ（英語版）ほか著、里見元一郎・福田素子共訳、帝国書院(全訳世界の歴史教科書シリーズ) 1980
- 『古代から封建へ』ペリー・アンダーソン著、青山吉信・高橋秀 共訳、刀水書房 1984[9]
- 『ビザンツ帝国の政治的イデオロギー』エレーヌ・アルヴェレール（英語版）著、東海大学出版会 1989[10]

### 論文
- 尚樹1962「ビザンティン研究発達史：ルネッサンスから啓蒙まで」『東海大学紀要 文学部』3, 69-81頁.[11]
- 尚樹1967「ビザンス世界の形成」『オリエント』10-(1･2), 137-151頁.doi
- 尚樹2001「［書評・書評に応えて］ビザンツ時代のギリシァ語の発音表記について：益田朋幸氏の批判に応えて」『西洋史学』204.[12]
- 尚樹2001「わが国におけるビザンツ史研究について：ビザンツ時代のギリシャ語の発音表記をめぐって」『史学雑誌』第110-1, 603-611頁.doi
- 尚樹2001「ビザンツ時代ギリシャ語の発音表記再論」『オリエント』44-1, 169-172頁.doi

## 著作目録
- 「尚樹啓太郎教授経歴・主要著作目録」、『東海史学』第31号、1996年[13]